# Джиллилэнд ,Чарльз Леон
Чарльз Леон Джиллилэнд (англ. Charles Leon Gilliland;24 мая 1933 – 25 апреля 1951) – солдат армии США, удостоился посмертно высочайшей американской военной награды – медали Почёта за свои действия в ходе Корейской войны. 

## Биография
Родился в коммуне Колфакс близ Маунтин-хоум, штат Арканзас. Второй из девяти детей Леона Карла и Евангелины Маргарит Мартин Джиллилэнд. Отец был фермером, затем рабочим на стройке, мать – помощник медсестры. Когда Джиллилэнд был в подростковом возрасте его семья перебралась в соседний округ Марион. Всё детство Джиллилэнд выказывал стойкий интерес к военному делу и правоохранительным органам. Он увлекался охотой  рыбалкой, а будучи подростком был энтузиаст фитнеса. В возрасте 16 лет он попытался поступить в Корпус морской пехоты, но получил отказ и совет продолжить образование. После долгих уговоров родители разрешили ему записаться в армию США в день его 17-летия, 24 мая 1950 года.     
Джиллилэнд вступил в армию в Йелвилле и прошёл базовую подготовку в Форт-Райли, штат Канзас. Через месяц после его зачисления в армию началась Корейская война. В конце года он был отправлен в Азию. Во время службы в Корее он получил ранение и вынес в безопасное место солдата, потерявшего обе ноги. 
25 апреля 2951 года рядовой первого класса Джиллилэнд служил в роте I 7-го пехотного полка третьей пехотной дивизии. В этот день близ Тонгман-ни превосходящий по численности противник атаковал его роту. Со своей позиции Джиллилэнд ясно видел дефиле, через которое продвигались многие из атакующих. Из своей автоматической винтовки он постоянно стрелял по дефиле, даже после того как получил серьёзную рану в голову, преследуя двух китайцев, прорвавшихся через оборонительную линию. Когда пришёл приказ к отступлению, он добровольно остался позади, и прикрывал огнём отход своего отряда. Больше его никто не видел.     
Джиллилэнд был посмертно повышен в звании до капрала и в 1952 году представлен к медали Почёта. Командование армии полагало, что он мог попасть в плен к китайцам и откладывало объявление о награждении опасаясь что он подвергнется наказаниям со стороны тюремщиков. В 1954 году после окончания военных действий и отсутствия любых известий о Джиллилэнде его сочли погибшим. В декабре того же года медаль Почёта была формально вручена его семье на церемонии в Пентагоне . Джиллилэнд, заслуживший медаль Почёта за месяц до своего 18-летия, стал самым молодым награждённым медалью Почёта участником Корейской войны.
24 мая 1997 года к 64-летию со дня его рождения командование ВМС США назвало в его честь транспортный корабль (USNS Gilliland). 

## Наградная запись к медали Почёта
Капрал Джиллилэнд из роты I, отличился благодаря выдающейся храбрости и мужеству при выполнении и перевыполнении долга службы в бою против врага. Превосходящий по численности противник предпринял скоординированную атаку на периметр его роты, главный удар направлялся по дефиле, которое он [Джиллилэнд] прикрывал из своей автоматической винтовки. Его помощник погиб от вражеского огня но капрал Джиллилэнд встретив всю мощь атаки плотный огнём остановил натиск. Когда двое вражеских солдат избежали его уничтожающего обстрела и просочились в его сектор он выскочил из своего укрытия и убил их обоих из пистолета. Получив серьёзную рану в голову в ходе этого смелого подвига он отказался от медицинской помощи и вернулся в своё укрытие, где продолжил защищать жизненно важное дефиле. Его часть получила приказ отходить но капрал Джиллилэнд вызвался остаться прикрывать отход и удерживал противника. Своими героическими действиями и упорным посвящением долгу он предотвратил полный захват позиций роты. Своей необычайной храбростью и высочайшим самопожертвованием капрал Джиллилэнд заслужил непреходящую славу  и поддержал уважаемые традиции военной службы.    
Оригинальный текст (англ.)
Cpl. Gilliland, a member of Company I, distinguished himself by conspicuous gallantry and outstanding courage above and beyond the call of duty in action against the enemy. A numerically superior hostile force launched a coordinated assault against his company perimeter, the brunt of which was directed up a defile covered by his automatic rifle. His assistant was killed by enemy fire but Cpl. Gilliland, facing the full force of the assault, poured a steady fire into the foe which stemmed the onslaught. When 2 enemy soldiers escaped his raking fire and infiltrated the sector, he leaped from his foxhole, overtook and killed them both with his pistol. Sustaining a serious head wound in this daring exploit, he refused medical attention and returned to his emplacement to continue his defense of the vital defile. His unit was ordered back to new defensive positions but Cpl. Gilliland volunteered to remain to cover the withdrawal and hold the enemy at bay. His heroic actions and indomitable devotion to duty prevented the enemy from completely overrunning his company positions. Cpl. Gilliland's incredible valor and supreme sacrifice reflect lasting glory upon himself and are in keeping with the honored traditions of the military service.